# Голос труда (анархистская газета)
Голос труда — русская анархо-синдикалистская газета. Основана в Нью-Йорке в 1911 году мигрировавшими русскими рабочими. Во время Революции 1917 года, когда редакторы газеты воспользовались всеобщей амнистией и правом на возвращение всех политических диссидентов, «Голос труда» переместился в Петроград. Газета выражала как идеи зарождающихся анархо-синдикалистских движений, так и необходимости социальной революции, также газета противопоставляет анархизм и анархо-синдикализм множеству других левых движений.
Приход в октябре 1917 г. к власти большевиков стал поворотным моментом, правительство начало предпринимать всё более жёсткие репрессии по отношению к диссидентской литературе и по отношению к анархистским агитационным материалам в целом. После запрещения газета несколько лет выходила полулегально. Окончательно «Голос труда» был закрыт сталинским режимом в 1929 году.

## Предпосылки
После подавления революции 1905 года и последующего изгнания политических диссидентов из Российской империи в Нью-Йорке возрождается русскоязычная журналистика. Ранние выпуски Голоса труда издавались Союзом русских рабочих в США и Канаде, в начале ежемесячно.
Газета придерживалась анархо-синдикалистской идеологии (объединяющей профсоюзные движения и анархистскую философию), которая появилась в 1907 году на Международном Анархистском Конгрессе в Амстердаме и достигла Америки через представителей Индустриальных рабочих мира. Анархо-синдикалисты отклонили государственно-ориентированную политическую борьбу и интеллектуализм, вместо этого предлагая профсоюзы как революционных посредников, которые приведут к анархистскому обществу, характеризующиеся прежде всего рабочими коллективами.
С началом революции в 1917 году, Временное правительство объявило всеобщую амнистию и предложило финансировать возвращение тех россиян, кто был сослан как политический противник империи; весь персонал Голоса труда решил переехать из Нью-Йорка в Россию и выпускать газету в Петрограде. В Ванкувере 26 мая 1917, редакторы, вместе с Ferrer Center, художником Мануэлем Комроффом и тринадцатью другими участниками, сели на корабль в Японию. На борту анархисты исполняли музыку, читали лекции, ставили спектакли и даже опубликовали революционную газету The Float. Из Японии группа двинулась в Сибирь, и продолжила двигаться на восток к Европейской части России.

## Публикация в России
Первоначально большевики не пользовались большой популярностью после февральской революции, а министр-председатель Александр Керенский сохранил достаточную поддержку для подавления попытки государственного переворота в июле. Большевикам на руку играют беспорядки и экономический коллапс российского общества, массовые стачки рабочих и корниловский мятеж — это повышает их популярность среди людей и в конечном счете приводит к контролю над Советами. Волин посетовал, что почти шестимесячный разрыв между Февральской революцией и началом издательства Голоса Труда в России является «долгой и непоправимой задержкой» для анархистов. Они сейчас сталкиваются с трудной задачей — большинство умов рабочих завоеваны мощной пропагандой большевистской партии, по сравнению с которой усилия анархистов ничтожны.
В Петрограде, работе по началу публикации помогал зарождающийся союз анархо-синдикалистской пропаганды, а также новую газету поддержало местное анархо-синдикалистское движение. В редакциию Голоса труда вошли Максим Раевский, Владимир Шатов (оператор линотипа), Всеволод Волин, Григорий Максимов, Александр Шапиро, Ю. Лисс и Вася Свида.
Первый (еженедельный) номер вышел 11 августа 1917 года, в котором редакция заявила о своем решительном неприятии тактик и программ большевиков, меньшевиков, левых эсеров, правых эсеров и других, и что концепция революционного действия анархо-синдикалистов не похожа на тех социалистов. Основной целью революции являлась замена государства на свободные конфедерации автономных «крестьянских союзов, промышленных союзов, фабрично-заводских комитетов, контролирующих комиссий по всей стране». Эта революция была «анти-государственной в своих методах борьбы, синдикалистской по своему экономическому содержанию и федеральной по своим политическим задачам». Свои наибольшие надежды анархо-синдикалисты возлагали на фабрично-заводские комитеты, которые возникли стихийно по всей стране после февральской революции.
Каждый из ранних выпусков содержал то, что Волин позже описал как «ясные и точные статьи о том, как анархо-синдикалисты задумали перейти от революции к созидательным задачам», приводя в качестве примеров «серию статей о роли фабрично-заводских комитетов; статьи о задачах собраний и советов; о том, как решить аграрный вопрос; о новой организации производства; а также об обмене». Он публиковал статьи о всеобщих забастовках, а также о французских биржах труда и синдикатах. В том же году, в течение трёх месяцев после Октябрьской революции газета перешла на ежедневный выпуск. В серии статей она провозгласила необходимость немедленного отказа от большевистской диктатуры пролетариата, и необходимости предоставления рабочим свободы объединений и действий.
Хотя Голос Труда резко критиковал анархо-коммунистов Петрограда как романтиков, не знающих о сложных социальных силах революции, среди петроградских рабочих, идеи союза и газеты считались странными и встретились с небольшим первоначальным успехом. Несмотря на это, союз анархо-синдикалистов постепенно приобрел влияние, сосредоточив свои усилия по пропаганде в Голосе Труда, намереваясь захватить внимание публики с их идеалами, и отделить себя от других радикальных группировок. Тираж газеты продолжает расти в городе и его окрестностях, возникают крепкие анархо-синдикалистские коллективы и собрания в Кронштадте, Обухово и Колпино. В марте 1918 года резиденция правительства большевиков переезжает из Петрограда в Москву, и анархисты быстро следуют за ними для распространения Голоса Труда в новой столице.

## Подавление и наследие
17 ноября 1917 года Центральный исполнительный комитет СССР издал указ, предоставляющий большевикам контроль над всеми газетными изданиями и полномочия на закрытие диссидентских газет. После репрессий против Голоса Труда большевистским правительством в августе 1918 года Григорий Максимов, Николай Доленко и Ефим Ярчук создают газету Свободный голос труда.
На X съезде РКП(б) в марте 1921 года лидер большевиков Владимир Ленин объявил войну мелкой буржуазии и, в частности анархо-синдикалистам с немедленным последствиями; ЧК закрыла издательство Голоса Труда в Петрограде, а также книжный магазин в Москве, где все, кроме шести анархистов, были арестованы.
Несмотря на запрет газеты, «Голос Труда» продолжал существовать и выпустил окончательную версию в виде журнала в Петрограде и Москве в декабре 1919 года. Во время новой экономической политики периода (1921—1928), выпускается ряд работ, в том числе публикуются собрания сочинений выдающегося теоретика анархизма Михаила Бакунина в книжном магазине и издательстве в Петрограде между 1919 и 1922 годами. Та небольшая деятельность, которая велась анархистами, закончилась в 1929 году, после прихода к власти Иосифа Сталина. Книжные магазины Голоса Труда в Москве и Петрограде были закрыты на фоне резкой и насильственной волны репрессий. В США, где она сменила широко распространенную газету «Хлеб и воля», впервые вышедшую 26 февраля 1919 года, которая была запрещена в США и Канаде за анархистскую позицию, газета была также запрещена департаментом почты США.
Русский революционный анархист (позже ставший большевиком) Виктор Серж описал «Голос труда» как самую авторитетную анархистскую группу, активную в 1917 году, «в том смысле, что они были единственными, кто располагает каким-либо подобием доктрины и имели ценный коллектив активистов», которые предвидели, что октябрьская революция «может закончиться только в формировании новой власти».